# Puhovac (Aleksandrovac)
Puhovac (Servisch: Пуховац) is een plaats in de Servische gemeente Aleksandrovac. De plaats telt 482 inwoners (2002).